# Carlsund utbildningscentrum
Carlsund utbildningscentrum är en av två gymnasieskolor i Motala kommun och är ett yrkesgymnasium som grundades 1997. 
Carlsund utbildningscentrum namngavs efter Otto Carlsund under vilkens ledning det första lokomotivet byggdes på Motala Verkstad, något som låg till grund för stadens anrika industrihistoria.
Vid entrén till huvudbyggnaden finns en foucaultpendel som invigdes 2007 i samband med gymnasiets 10-årsjubileum. Denna pendel har tillverkats på skolan utan hjälp av sponsorer.